# Wszystkie psy idą do nieba (film)
Wszystkie psy idą do nieba / Wszystkie pieski idą do nieba (ang. All Dogs Go to Heaven) – irlandzko-amerykańsko-brytyjski film animowany w reżyserii Dona Blutha z 1989 roku.
W 1996 roku powstała kontynuacja filmu pt. Wszystkie psy idą do nieba 2 oraz 40-odcinkowy serial animowany Wszystkie psy idą do nieba (1996–1999).
Film emitowany był w Polsce na kanałach Canal +, TVP 1, TVP 2 i TV Puls.

## Opis fabuły
W Luizjanie, latem 1939 roku skundlony wilczur Charlie B. Barkin, właściciel psiego kasyna, niedługo po brawurowej ucieczce z więzienia, ginie z ręki swojego wspólnika, buldoga Grymasa Buldożera. Dowiaduje się o tym przez whippetkę Annabellę, sprawującą pieczę nad wszystkimi psami w niebie. Chcąc zemścić się na Grymasie wykrada swój zegar życia, co powoduje, że powraca do świata żywych. Obolały Charlie idzie do domu swego przyjaciela, jamnika A’psika i nakłania go, by opowiadał innym, że wciąż jest martwy. A’psik podczas rozmowy z Charliem wyjawia, że usłyszał, iż Grymas trzyma w piwnicy kasyna potwora.  
Psy, chcąc to sprawdzić, odkrywają, że rzekomym potworem jest ludzka sierota, dziewczynka Anne-Marie, rozumiejąca mowę zwierząt, co bezwzględnie wykorzystuje Grymas, każąc dziewczynce, aby pomagała mu ustawiać wyścigi zwierząt. Charlie widząc w tym korzyści finansowe, zabiera Anne-Marie ze sobą. Dziewczynka ma porozmawiać ze zwierzętami o ułożeniu wyścigów. Ta początkowo nie zgadza się, gdyż nie zamierza robić dla swoich wybawców tego samego, do czego zmuszał ją Grymas, jednak Charlie przekonuje ją do zmiany zdania, kłamiąc, że rozdają zyskane pieniądze biednym. Wkrótce dzięki talentowi Anne-Marie, psy zyskują fortunę i za część zarobionych na wyścigach pieniędzy zakładają własne kasyno. 
Anne-Marie oskarża Charliego o kłamstwa, więc aby ją przekonać, ten zaprowadza dziewczynkę do zaprzyjaźnionej collie Flo i jej szczeniaków w opuszczonym kościele. Tam Anne-Marie dowiaduje się, że Charlie, aby zdobyć pieniądze na obstawienie z jej pomocą wyścigów, ukradł kiedyś portfel i oburzona zamierza oddać go prawowitym właścicielom, tj. ludziom Kate i Haroldowi. Para chce jakoś się jej odwdzięczyć, rozważając nawet adopcję. Charlie boi się, że straci źródło dochodów, dlatego udaje przed dziewczynką, że jest poważnie chory i Anne-Marie odchodzi z nim. W międzyczasie Grymas dowiaduje się, że Charlie żyje i próbuje zabić go z nowoczesnego karabinu. Ale wtedy Charlie zdaje sobie sprawę, że nosząc zegar życia jest nieśmiertelny – kule z karabinu nie zrobiły mu bowiem żadnej krzywdy.
Po tym wydarzeniu Charlie i Anne Marie ukrywają się w opuszczonym budynku, jednak zostają schwytani przez plemię Króla Aligatora. Jednak ten urzeczony głosem Charliego, daruje życie bohaterom. Anne-Marie przebywając w zimnej wodzie, dostaje poważnego zapalenia płuc. W tym czasie A’psik zostaje dotkliwie pobity przez bandę Grymasa, a kasyno zostaje spalone. Kiedy Charlie zabiera chorą Anne-Marie do kościoła, wściekły A’psik wygarnia Charliemu, że bardziej troszczy się o dziewczynkę, zapominając o innych. Charlie w gniewie próbuje przekonać go, że Anne-Marie była potrzebna tylko do zbicia wielkiej fortuny, po uzyskaniu której oddadzą ją do sierocińca. Anne-Marie po usłyszeniu tego zrozpaczona ucieka. Charlie chce przeprosić dziewczynkę, ale za moment porywa ją Grymas.
A’psik poinstruowany przez Flo zawiadamia Harolda i Kate oraz okoliczne psy. Charlie zaś pędzi na ratunek Anne-Marie, ale osacza go Grymas z zbirami. Dochodzi do walki, w której Charlie, choć broni się dzielnie, zostaje pokonany i przywiązany do kotwicy opadającej na dno. Na szczęście niedługo przed tym wydaje z siebie skowyt bólu, który słyszy Król Aligatorów pędzący z pomocą swojemu idolowi i uwalnia go, niszcząc przy tym statek Grymasa. W trakcie finałowej konfrontacji Charliego z Grymasem, Anne-Marie i zegar życia wpadają do wody. Widząc to Charlie staje przed wyborem: zachować swoje życie i pozwolić utonąć Anne-Marie, czy zostawić zegar i narażając się na śmierć uratować dziewczynkę. Charlie decyduje się na to drugie. Pomaga dziewczynce, jednak nie wydostał zegara życia i tonie. Jednocześnie Król Aligatorów pożera Grymasa, a Anne-Marie zostaje znaleziona przez Kate i Harolda sprowadzionych przez A’psika z pomocą okolicznych psów.
Nocą Szatan idzie przez miasto po duszę Charliego, jednak Annabella sprawdzając przebieg życia Charliego zauważa, że ten zmienił swoje życie i był wierny, co udowodnił ratując Anne-Marie kosztem swojego życia. Przegania więc Szatana i oznajmia psu, że może wrócić do nieba. Charlie przed odejściem w zaświaty żegna się z Anne-Marie, zaadoptowanej przez Harolda i Kate. Mówi jej, że spotka go tam, gdzie wszyscy się spotkają. Zostawiając A’psika pod opiekę dziewczynki, Charlie ze spokojem opuszcza Ziemię i wraca do nieba, gdzie spotyka Grymasa, który próbuje ukraść zegar swojego życia i wrócić do żywych, aby zemścić się na Królu Aligatorów. Charlie ze śmiechem obserwuje to wszystko i stwierdza, że nawet jeśli Grymasowi uda się kradzież, to i tak tu wróci, bo... wszystkie psy idą do nieba.

## Obsada głosowa
- Burt Reynolds –  Charlie B. Barkin
- Dom DeLuise – A’psik Kichacz
- Judith Barsi – Anne-Marie
- Lana Beeson – Anne-Marie (śpiew)
- Vic Tayback – Grymas Buldożer
- Charles Nelson Reilly – Kinol
- Melba Moore – Annabella
- Loni Anderson – Flo
- Rob Fuller – Harold
- Earleen Carey – Kate
- Ken Page – Król Aligator
- Anna Manahan – Stella Dallas
- Nigel Pegram – Sir Reginald
- Candy Devine – Vera
- Godfrey Quigley – terrier na balkonie
- Jay Stevens – mastiff na balkonie
- Kelly Briley – szczeniak
- Cyndi Cozzo – szczeniak
- Dana Rifkin – gruby szczeniak
- Daryl Gilley – pies komentator
- Thomas Durkin – pies hazardzista

## Wersja polska
Opracowanie: na zlecenie Canal+ – Master Film

Reżyseria: Elżbieta Jeżewska

Dialogi: Joanna Klimkiewicz

Dźwięk: Aneta Michalczyk-Falana

Montaż: 
- Jan Graboś,
- Krzysztof Podolski

Kierownictwo produkcji: Jacek Osławski

Teksty piosenek: Ryszard Skalski

Opracowanie muzyczne: Eugeniusz Majchrzak

Wystąpili:
- Jerzy Kryszak – Charlie B. Barkin
- Aleksander Mikołajczak – A’psik Kichacz
- Agnieszka Matynia – Anne-Marie
- Bogusz Bilewski – Grymas Buldożer
- Ryszard Nawrocki – Kinol
- Agnieszka Matysiak – 
  - Annabella,
  - Flo,
  - Vera
- January Brunov – Harold
- Ewa Kania – Kate
- Jan Janga-Tomaszewski – Król Aligator
- Dorota Lanton – Stella Dallas
- Jacek Sołtysiak –
  - Sir Reginald,
  - pracownik schroniska #1,
  - chihuahua,
  - jeden z psów Grymasa
- Andrzej Arciszewski – Smutas
- Zbigniew Suszyński –
  - spłukany pies w kasynie,
  - doberman-bukmacher w kasynie,
  - jeden z psów Grymasa,
  - komentator na wyścigach konnych,
  - spiker w radio,
  - mastif na balkonie,
  - anioł
- Mariusz Leszczyński – 
  - pracownik schroniska #2,
  - bokser-bukmacher w kasynie,
  - mały pies stawiający na Wielkiego Maca,
  - jeden z psów Grymasa,
  - bukmacher,
  - terrier na balkonie
- Jan Kulczycki – 
  - pracownik schroniska #3,
  - sceptyczny pies w kasynie,
  - duży pies stawiający na Wielkiego Maca,
  - basset na balkonie,
  - policjant,
- Lucyna Malec – 
  - grube szczenię,
  - szczeniaki
- Robert Rozmus – 
  - pies komentator,
  - jeden z psów Grymasa

Wykonanie piosenek:
- Jacek Bończyk
- Magdalena Majchrzak
- Ewa Dębicka
- Ludmiła Zamojska

Lektor: Maciej Gudowski